# Drama (regional enhed)
 For alternative betydninger, se Drama (flertydig). (Se også artikler, som begynder med Drama)
Drama (græsk: Περιφερειακή Ενότητα Δράμας, Perifereiakí Enótita Drámas er en af Grækenlands regionale enheder. Den er en del af periferien Østmakedonien og Thrakien. Dets hovedstad er byen Drama. Den regionale enhed er den nordligste i den geografiske region Makedonien og den vestligste i den administrative region Østmakedonien og Thrakien. Den nordlige grænse med Bulgarien er dannet af Rhodope-bjergene.

## Geografi
Den nordlige del af den regionale enhed, der grænser op til Bulgarien, er meget bjergrig. De vigtigste bjergkæder er Orvilos (bulgarsk: Славянка-Slavyanka) i nordvest, Falakro i nord (med 2.232 moh. det højeste punkt i den regionale enhed), de vestlige Rhodope-bjerge i nordøst (herunder bjergene Frakto, Elatia, Koula m.fl.) Og Menoikio i sydvest. Nestos er den længste flod, der løber i nordøst. Den nordlige del rummer en unik skat kendt som Karantere (eller Elatias skove).
Drama er omgivet af de regionale enheder i Xanthi mod øst, Kavala mod syd, Serres mod sydvest og mod vest og de bulgarske provinser Blagoevgrad og Smolyan mod nord. Der er landbrug i den sydlige og den vestlige del af Drama.
Den sydlige del har hovedsageligt et middelhavsklima. Klimaet er mere kontinentalt med kolde vintre i højderne og i den nordlige del.

## Administration
Den regionale enhed Drama er opdelt i 5 kommuner. Disse er (nummer som på kortet i infoboksen):
- Doxato (2)
- Drama (1)
- Kato Nevrokopi (3)
- Paranesti (4)
- Prosotsani (5)

### Præfektur
Som en del af Kallikratis -regeringsreformen i 2011 blev det tidligere Drama-præfektur (græsk: Νομός Δράμας) blev omdannet til en regional enhed i regionen Østmakedonien og Thrakien. Præfekturet havde samme udstrækning som den nuværende regionale enhed. Samtidig blev kommunerne omorganiseret i henhold til nedenstående tabel. 
| Ny kommune     | Gamle kommuner | Sæde           |
| -------------- | -------------- | -------------- |
| Doxato         | Doxato         | Kalampaki      |
| Doxato         | Kalampaki      | Kalampaki      |
| Drama          | Drama          | Drama          |
| Drama          | Sidironero     | Drama          |
| Kato Nevrokopi | Kato Nevrokopi | Kato Nevrokopi |
| Paranesti      | Paranesti      | Paranesti      |
| Paranesti      | Nikiforos      | Paranesti      |
| Prosotsani     | Prosotsani     | Prosotsani     |
| Prosotsani     | Sitagroi       | Prosotsani     |